# Ринчетова Граба
Ринчетова Граба (словен. Rinčetova Graba) — поселення в общині Лютомер, Помурський регіон, Словенія. Висота над рівнем моря: 203,7 м.